# Lindneromyia basilewskyi
Lindneromyia basilewskyi är en tvåvingeart som först beskrevs av Kessel och Clopton 1970.  Lindneromyia basilewskyi ingår i släktet Lindneromyia och familjen svampflugor. Inga underarter finns listade i Catalogue of Life.